# David Thirdkill
David Thirdkill (St. Louis, 12 de abril de 1960) é um ex-jogador de basquete norte-americano que foi campeão da Temporada da NBA de 1985-86 jogando pelo Boston Celtics.